# Saison 1960-1961 du FC Nantes
Chronologie
Saison précédente Saison suivante
La saison 1960-1961 du FC Nantes est la 18e saison de l'histoire du club nantais. Le club est engagé dans trois compétitions officielles : la Division 2 (16e participation), la Coupe de France (18e participation) et enfin la Coupe Charles Drago 1961 (10e participation).

## Effectif et encadrement

### Tableau des transferts

#### Transferts du mercato d'été
| Nom                  | Nationalité | Poste     | Transfert      | Provenance/Destination   | Division         |
| -------------------- | ----------- | --------- | -------------- | ------------------------ | ---------------- |
| Arrivées             |             |           |                |                          |                  |
| Marc Bachortz        | France      | Gardien   |                |                          |                  |
| Daniel Eon           | France      | Gardien   |                | FC Nantes rés.           | CFA - Ouest (D3) |
| Léon Lecorps         | France      | Gardien   |                | FC Nantes rés.           | CFA - Ouest (D3) |
| André Lepage         | France      | Gardien   |                |                          |                  |
| Raymond Fiori        | France      | Défenseur |                | FC Girondins de Bordeaux | Division 1 (D1)  |
| Yves Jort            | France      | Défenseur |                | FC Nantes rés.           | CFA - Ouest (D3) |
| Gilbert Le Chenadec  | France      | Défenseur |                | FC Nantes rés.           | CFA - Ouest (D3) |
| Alain Quintin        | France      | Défenseur |                |                          |                  |
| Jean-Claude Suaudeau | France      | Milieu    |                | SO Cholet                | CFA - Ouest (D3) |
| Philippe Gondet      | France      | Attaquant |                | Stade français FC        | Division 1 (D1)  |
| Jean-Jacques Simon   | France      | Attaquant |                |                          |                  |
| Départs              |             |           |                |                          |                  |
| Claude Simonet       | France      | Gardien   |                |                          |                  |
| Lehel Somlay         | Hongrie     | Gardien   | Retour de prêt | Le Havre AC              | Division 1 (D1)  |
| Raymond Wozniesko    | France      | Milieu    | Prêt           | Olympique alésien        | Division 2 (D2)  |

#### Transferts hors mercato
| Nom                   | Nationalité | Poste     | Transfert                                | Provenance/Destination   | Division        |
| --------------------- | ----------- | --------- | ---------------------------------------- | ------------------------ | --------------- |
| Arrivées              |             |           |                                          |                          |                 |
| Jean-Claude Bielitzki | France      | Milieu    | Prêt (décembre)                          | US Valenciennes-Anzin    | Division 1 (D1) |
| Jacques Rousseau      | France      | Attaquant | Échangé avec Michel Albertin (décembre)  | US Forbach               | Division 2 (D2) |
| Michel Albertin       | France      | Attaquant | (septembre)                              | Olympique alésien        | Division 2 (D2) |
| Départs               |             |           |                                          |                          |                 |
| Michel Albertin       | France      | Attaquant | Échangé avec Jacques Rousseau (décembre) | US Forbach               | Division 2 (D2) |
| Dominique Collados    | France      | Attaquant | (septembre)                              | Olympique alésien        | Division 2 (D2) |
| Martin Moudio         | Cameroun    | Attaquant | (octobre)                                | FC Girondins de Bordeaux | Division 2 (D2) |
| Yvon-Samuel Robinet   | France      | Attaquant | (décembre)                               | AS Béziers               | Division 2 (D2) |

#### Transferts dans le staff technique
| Nom              | Nationalité     | Poste      | Transfert | Provenance/Destination | Division         |
| ---------------- | --------------- | ---------- | --------- | ---------------------- | ---------------- |
| Arrivées         |                 |            |           |                        |                  |
| José Arribas     | France          | Entraîneur |           | SS Noyen-sur-Sarthe    | DHR - Ouest (D5) |
| Départs          |                 |            |           |                        |                  |
| Karel Michlowski | Tchécoslovaquie | Entraîneur |           | Angers SCO             | Division 1 (D2)  |

## Matchs amicaux
| Date                      | Statut                     | Adversaire   | Niveau            | Lieu | Score | Buteurs du FC Nantes | Affluence |
| ------------------------- | -------------------------- | ------------ | ----------------- | ---- | ----- | -------------------- | --------- |
| Jeudi 11 août 1960        | Coupe de l'Amitié - aller  | Liverpool FC | Division Two (D2) | Dom. | 0 - 2 | -                    | 3.000     |
| Mercredi 30 novembre 1960 | Coupe de l'Amitié - retour | Liverpool FC | Division Two (D2) | Ext. | 1 - 5 | ?                    | 10.547    |

## Compétitions

### Division 2
| Date                       | Journée | Adversaire               | Lieu | Score  | Buteurs du FC Nantes                    | Class. | Affluence |
| -------------------------- | ------- | ------------------------ | ---- | ------ | --------------------------------------- | ------ | --------- |
| Dimanche 21 août 1960      | J01     | AS Béziers               | Dom. | 0 - 0  | -                                       |        |           |
| dimanche 28 août 1960      | J02     | AS Cannes                | Ext. | 2 - 3  |                                         |        |           |
| Samedi 3 septembre 1960    | J03     | RCFC Besançon            | Dom. | 4 - 1  |                                         |        |           |
| dimanche 11 septembre 1960 | J04     | AS aixoise               | Ext. | 4 - 0  |                                         |        |           |
| Samedi 17 septembre 1960   | J05     | AS Cherbourg             | Dom. | 2 - 0  |                                         |        |           |
| dimanche 25 septembre 1960 | J06     | US Boulogne-sur-Mer      | Ext. | 2 - 10 |                                         |        |           |
| dimanche 2 octobre 1960    | J07     | FC Girondins de Bordeaux | Dom. | 1 - 1  |                                         |        |           |
| dimanche 9 octobre 1960    | J08     | FC Metz                  | Dom. | 3 - 1  | Fiori 25e, Robinet 43e, Schindlauer 49e |        | 5.927     |
| dimanche 16 octobre 1960   | J09     | CA Paris                 | Ext. | 1 - 2  |                                         |        |           |
| dimanche 23 octobre 1960   | J10     | Olympique de Marseille   | Ext. | 1 - 3  | M'Nick 32e                              |        | 3.438     |
| dimanche 30 octobre 1960   | J11     | RC Strasbourg            | Dom. | 0 - 1  | -                                       |        |           |
| Mardi 1er novembre 1960    | J12     | SO Montpellier           | Dom. | 5 - 2  |                                         |        |           |
| dimanche 6 novembre 1960   | J13     | Olympique alésien        | Ext. | 0 - 5  | -                                       |        |           |
| Vendredi 11 novembre 1960  | J14     | US Forbach               | Dom. | 1 - 0  | D. Carpentier 21e (pen.)                |        | 5.532     |
| dimanche 13 novembre 1960  | J15     | Lille OSC                | Ext. | 1 - 2  | Couronne 72e                            |        | 5.904     |
| dimanche 20 novembre 1960  | J16     | CO Roubaix-Tourcoing     | Ext. | 0 - 3  |                                         |        |           |
| dimanche 27 novembre 1960  | J17     | FC Sochaux-Montbéliard   | Dom. | 0 - 1  | -                                       |        | 8.012     |
| -                          | J18     | Exempt                   | -    | -      | -                                       | -      | -         |
| dimanche 11 décembre 1960  | J19     | SC Toulon                | Ext. | 1 - 0  |                                         |        |           |
| dimanche 25 décembre 1960  | J20     | SC Toulon                | Dom. | 0 - 0  | -                                       |        |           |
| dimanche 1er janvier 1961  | J21     | AS Cherbourg             | Ext. | 4 - 1  |                                         |        |           |
| dimanche 8 janvier 1961    | J22     | AS Béziers               | Ext. | 0 - 1  | -                                       |        | 3.320     |
| dimanche 22 janvier 1961   | J23     | Olympique de Marseille   | Dom. | 3 - 1  | Gondet 15e 46e, Misiaszek 37e (csc)     |        | 8.055     |
| dimanche 29 janvier 1961   | J24     | Lille OSC                | Dom. | 1 - 1  | Bodini 71e (pen.)                       |        | 7.633     |
| dimanche 5 février 1961    | J25     | FC Sochaux-Montbéliard   | Ext. | 2 - 3  |                                         |        |           |
| dimanche 19 février 1961   | J26     | RCFC Besançon            | Ext. | 2 - 1  | Couronne 70e, Gondet 87e                |        | 2.019     |
| dimanche 26 février 1961   | J27     | AS aixoise               | Dom. | 3 - 0  |                                         |        | 4.822     |
| -                          | J28     | Exempt                   | -    | -      | -                                       | -      | -         |
| dimanche 19 mars 1961      | J29     | US Forbach               | Ext. | 1 - 0  |                                         |        |           |
| dimanche 2 avril 1961      | J30     | Olympique alésien        | Dom. | 1 - 3  | Bodini 85e                              |        | 5.715     |
| dimanche 9 avril 1961,     | J31     | FC Girondins de Bordeaux | Ext. | 2 - 2  | Suaudeau 24e 32e                        |        | 7.007     |
| dimanche 23 avril 1961     | J32     | CO Roubaix-Tourcoing     | Dom. | 3 - 1  |                                         |        |           |
| dimanche 30 avril 1961     | J33     | SO Montpellier           | Ext. | 0 - 3  | -                                       |        |           |
| Mercredi 10 mai 1961       | J34     | US Boulogne-sur-Mer      | Dom. | 2 - 1  | Suaudeau 25e, Bodini 72e                |        | 5.497     |
| Samedi 13 mai 1961         | J35     | AS Cannes                | Dom. | 1 - 1  | Bodini 59e                              |        | 4.811     |
| Samedi 20 mai 1961         | J36     | FC Metz                  | Ext. | 3 - 1  | Bielicki 25e, Couronne 65e, Gondet 75e  |        | 5.389     |
| Samedi 27 mai 1961         | J37     | CA Paris                 | Dom. | 2 - 3  |                                         |        |           |
| dimanche 4 juin 1967       | J38     | RC Strasbourg            | Ext. | 3 - 6  |                                         |        |           |

### Coupe de France
| Date                     | Tour            | Adversaire       | Niveau               | Lieu   | Score | Buteurs du FC Nantes | Affluence |
| ------------------------ | --------------- | ---------------- | -------------------- | ------ | ----- | -------------------- | --------- |
| Inconnue                 | 6e tour         | EF Bergerac      | CFA - Sud-Ouest (D3) | ?      | 3 - 0 | ?                    | ?         |
| Dimanche 15 janvier 1961 | 1/32e de finale | AS Saint-Étienne | D1                   | Neutre | 0 - 1 | -                    | 3.330     |

### Coupe Charles Drago
| Date                     | Tour     | Adversaire | Niveau | Lieu   | Score | Buteurs du FC Nantes     | Affluence |
| ------------------------ | -------- | ---------- | ------ | ------ | ----- | ------------------------ | --------- |
| Dimanche 12 février 1961 | 1er tour | RC Lens    | D1     | Neutre | 2 - 3 | Gondet 3e, Dereuddre 18e | 1.919     |

## Statistiques

### Statistiques collectives
| Compétition         | Débute au tour | Termine         | Matches joués | Gagnés | Nuls | Perdus | Buts pour | Buts contre | Différence |
| ------------------- | -------------- | --------------- | ------------- | ------ | ---- | ------ | --------- | ----------- | ---------- |
| Division 2          | -              | 11e             | 36            | 15     | 6    | 15     | 61        | 64          | -3         |
| Coupe de France     | 6e tour        | 1/32e de finale | 2             | 1      | 0    | 1      | 3         | 1           | +2         |
| Coupe Charles Drago | 1er tour       | 1er tour        | 1             | 0      | 0    | 1      | 2         | 3           | -1         |
| Total               | -              | -               | 39            | 16     | 6    | 17     | 66        | 68          | -2         |

### Buteurs
| Rang | No. | Pos. | Nat. | Nom                  | Buts |
| ---- | --- | ---- | ---- | -------------------- | ---- |
| 1    |     | A    |      | Philippe Gondet      | 13   |
| 2    |     | M    |      | Jean-Marie Couronne  | 8    |
| 3    |     | M    |      | Ernest Bodini        | 5    |
|      |     | A    |      | Kurt Schindlauer     | 5    |
|      |     | M    |      | Jean-Claude Suaudeau | 5    |
| 6    |     | M    |      | Thadée M'Nick        | 4    |
|      |     | A    |      | Yvon-Samuel Robinet  | 4    |
| 8    |     | A    |      | Michel Albertin      | 3    |
|      |     | A    |      | Jacques Carpentier   | 3    |
|      |     | M    |      | Jean-Claude Bielicki | 3    |
| 11   |     | D    |      | Daniel Carpentier    | 2    |
|      |     | M    |      | Robert Samson        | 2    |
| 13   |     | D    |      | Maurice Balloche     | 1    |
|      |     | D    |      | Raymond Fiori        | 1    |
|      |     | A    |      | Jacques Rousseau     | 1    |
|      |     |      |      | csc                  | 1    |
|      |     |      |      | TOTAUX               |      |

## Autres équipes

### Équipe B

#### Classement
Le groupe Ouest est remporté par l'AS Brest .
| Rang | Équipe                 | Pts | J  | G | N | P | Bp | Bc | Diff |
| ---- | ---------------------- | --- | -- | - | - | - | -- | -- | ---- |
| 1    | AS Brest               | -   | 26 | - | - | 0 | 0  | 0  | 0    |
| 2    | AS Orléans             | -   | 26 | - | - | 0 | 0  | 0  | 0    |
| 3    | AAJ Blois              | -   | 26 | - | - | 0 | 0  | 0  | 0    |
| 4    | Stade français FC rés. | -   | 26 | - | - | 0 | 0  | 0  | 0    |
| 5    | Stade briochin         | -   | 26 | - | - | 0 | 0  | 0  | 0    |
| 6    | FC Nantes rés.         | -   | 26 | - | - | 0 | 0  | 0  | 0    |
| 7    | Stade Saint-Germain    | -   | 26 | - | - | 0 | 0  | 0  | 0    |
| 8    | Stade brestois         | -   | 26 | - | - | 0 | 0  | 0  | 0    |
| 9    | Stade rennais UC rés.  | -   | 26 | - | - | 0 | 0  | 0  | 0    |
| 10   | SO Châtellerault       | -   | 26 | - | - | 0 | 0  | 0  | 0    |
| 11   | RC Paris rés.          | -   | 26 | - | - | 0 | 0  | 0  | 0    |
| 12   | FC Tours               | -   | 26 | - | - | 0 | 0  | 0  | 0    |
| 13   | VS Chartres            | -   | 26 | - | - | 0 | 0  | 0  | 0    |
| 14   | SO Cholet              | -   | 26 | - | - | 0 | 0  | 0  | 0    |